# Есмань (Есманьська селищна громада)
Есмань (у 1957–2016 роках — Червоне) — селище Шосткинського району Сумської області. Центр Есманьської селищної територіальної громади.
Населення станом на 2025 рік становить 380 осіб.

## Географія
Селище  Есмань розташоване на березі річки Есмань, вище за течією примикає село Лужки, нижче за течією примикає село Вознесенське. Селище витягнуте вздовж річки на 9 км. На річці в межах селища знаходиться кілька загат.
Найближча залізнична станція Есмань — за 5 км. На відстані 3 км проходить автомагістраль М02E101. До міста Глухова — 22 км.

## Історичні відомості
Вперше Есмань згадується в царській грамоті від 1615 року, на той час село належало Мовчанському монастирю. Невдовзі (в 1618) згідно з Деулінським перемир'ям воно відійшло до Польщі і належало польському шляхтичу А. Огницькому. Пізніше ввійшло до Глухівської сотні.
Після ліквідації полкового устрою у 1782 році село стало центром волості у складі Глухівського повіту Новгород-Сіверського намісництва, а з 1795 року — Глухівського повіту Малоросійської губернії.
З 7 березня 1923 року — центр Есманського району Новгород-Сіверської округи.
15 вересня 1930 року Есманський район розформований з віднесенням території до складу Глухівського району.
17 лютого 1935 року увійшло до утвореного знову Есманського району з центром у селі Червоне (Янівка) в складі Чернігівської області., який 31 серпня 1935 був перейменований на Червоний район.
29 вересня 1941 року село було окуповано гітлерівцями, а через два дні й увесь Червоний район. Того ж року бійцями й офіцерами радянської армії, що потрапили в оточення, тут було організовано другий партизанський загін під командуванням старшого лейтенанта Леоніда Яковича Іванова. 22 грудня 1941 року невеликі загони об'єднались в один, що став називатись партизанським загоном Червоного району.
31 серпня 1943 року підрозділами 9-го танкового корпусу під командуванням генерал-майора Г. С. Рудченка було реокуповано Есмань з-під німецької окупації.
1957 року Есмань було перейменовано на Червоне.
30 грудня 1962 Червоний район розформований, село Червоне перейшло до складу Глухівського району.
1968 року віднесено до категорії селищ міського типу.
19 травня 2016 року відновлено історичну назву.

#### Російське вторгнення в Україну (з 2022)
29 червня 2024 року росіяни з артилерії обстріляли селище із САУ. Внаслідок цього пошкоджені 4 житлові будинки. Один із них згорів, відновленню не підлягає.
30 червня 2024 року після обстрілу селища зі ствольної артилерії (22 вибухи) одна цивільна особа поранена, пошкоджено три приватних будинки та об'єкт критичної інфраструктури.
8 липня 2024 року по селищу Есмань та селу Студенок було два обстріли та два вибухи з ФПВ-дрона.
17 серпня 2024 року оперативне командування «Північ» повідомило про обстріли Сумської області. Серед постраждалих населених пунктів селище Есмань — 3 вибухи, ймовірно КАБ; В результаті обстрілу пошкоджено 5 приватних будинків. 2 вибухи, ймовірно ФПВ-дрон.  
26 серпня 2024 року російські загарбники продовжували обстрілювати прикордонні території Сумської області. Зокрема в селищі зафіксовано 6 обстрілів: 11 вибухів, ймовірно КАБ. В результаті обстрілу пошкоджено 7 приватних будинків, господарські споруди та об'єкт критичної інфраструктури.
27 серпня 2024 року за інформацією Генштабу ЗСУ ворог завдавав авіаударів по районах населених пунктів Есмань, Ворожба, Вільна Слобода, Атинське, Горіле, Безсалівка, Глухів, Михайлівське, Угроїди, Шалигине, Ямпіль, Яструбине, Іскриківщина, Білопілля, Бачівськ, Будівельне Сумської області.
29 серпня 2024 року зафіксовано один вибух ФПВ-дрона, один вибух КАБ.     

## Населення
У 1859 році у козацькому, казенному та власницькому селі налічувалось 223 двори, мешкало 1805 осіб (852 чоловічої статі та 953 — жіночої), була православна церква та поштова станція.
Станом на 1885 рік у колишньому державному та власницькому селі Есманської волості Глухівського повіту Чернігівської губернії мешкала 1951 особа, налічувалось 303 дворових господарств, існувала православна церква, школа, поштова станція, 2 постоялі двори, постоялий будинок, 9 вітрових млинів, 2 крупорушки.
За переписом 1897 року кількість мешканців зросла до 2326 осіб (1177 чоловічої статі та 1149 — жіночої), з яких 2293 — православної віри.
Згідно з Всесоюзним переписом населення 1959 року, населення села становило 2793 особи (1254 чоловічої статі та 1539 — жіночої).
За даними на 1970 рік у Червоному населення становило 2900 осіб.
Станом на 1989 рік населення зменшилось до 2366 осіб (1112 чоловічої статі та 1254 — жіночої).
| 1859  | 1885  | 1897  | 1959  | 1970  | 1989  | 2001  |
| ----- | ----- | ----- | ----- | ----- | ----- | ----- |
| 1 805 | 1 951 | 2 326 | 2 793 | 2 900 | 2 366 | 1 882 |
|       | ▲     | ▲     | ▲     | ▲     | ▼     | ▼     |

### Мова
Розподіл населення за рідною мовою за даними перепису 2001 року:
| Мова       | Кількість | Відсоток |
| ---------- | --------- | -------- |
| українська | 1835      | 97.5 %   |
| російська  | 47        | 2.5 %    |
| Усього     | 1882      | 100 %    |

## Економіка
У 1925 році в селі діяло 10 млинів, крупорушка, 10 кузень, 2 цегельних заводи. Ще через три роки в Есмані почали працювати райпромкомбінат та новостворена кінно-тяглова станція. 1929 року тут був утворений СОЗ «Робітник і селянин», на початку 1935 — організована Есманська МТС, 1938 — введено в дію електростанцію.
Друга світова війна завдала Есмані великої шкоди, були повністю знищені господарства всіх сільськогосподарських артілей, вивезено худобу, разграбовано МТС, а також зруйновано електростанцію. Проте після війни господарство села дуже швидко відновилося.
Пізніше у Червоному були побудовані цукровий та спиртовий заводи, тваринницька ферма.
Наразі у селищі діє лише хлібопекарня та ТОВ «Червонянське ремонтно-транспортне підприємство». За 3 км від Червоного працює асфальтний завод.

## Соціальна сфера
1869 року вперше в Есмані було відкрито початкову школу, а в 1921 році побудовано ще одну. З встановленням Радянської влади в селі була відкрита медамбулаторія, у якій у 1925 році працювали 2 лікарі та 3 фельдшера.
У 1936 році тут було організовано консультаційний пункт Глухівського інституту. Через два роки (1938) збудовано районну лікарню та двоповерхову школу.
Проте війна і в цьому секторі завдала Есмані великих втрат: були зруйновані ряд адміністративних будівель та всі приміщення культурно-освітніх установ.
Заняття в середній школі відновились у жовтні 1943 року.
З того часу, як Есмань стала селищем міського типу, у ньому було побудовано близько 20 адміністративних і громадських будівель: середня школа, лікарня, дитсадок, кафе, універмаг та інше.

## Пам'ятки
Поблизу села виявлено городище сіверян (VIII-X століть).
У Есмані встановлені пам'ятник радянським воїнам, загиблим у бою за визволення селища від гітлерівців, пам'ятник односельцям, полеглим у роки війни, та пам'ятник жертвам нацизму.

### Ушанування пам'яті загиблих та померлих внаслідок військової агресії росії
На вшанування пам'яті загиблих та померлих внаслідок військової агресії росії у селищі Есмань 28 грудня 2023 року було відкрито Алею Пам'яті — символ пам'яті про воїнів та цивільних, які віддали своє життя за незалежну Україну.
Загиблі військові та цивільні жителі Есманської селищної громади
- Бадулін Дмитрій Олександрович — український військовик, учасник російсько-української війни
- Гречаник Олексій Михайлович (нар. 31.03.1993) — уродженець села Кучерівка, командир відділення 34-го державного пожежно-рятувального загону Головного управління Державної служби України з надзвичайних ситуацій у Сумській області, який загинув уранці 24 лютого 2022 року по дорозі на роботу; кавалер ордена «За мужність» III ступеня[24].
- Казєєв Володимир Вікторович (нар. 01.02.1974) — житель селища Есмань, який загинув 25 лютого 2022 року на трасі М-02.
- Кривенко Іван Іванович (нар. 05.07.1987) — уродженець села Студенок, військовослужбовець, який загинув 17 липня 2023 року на Куп'янському напрямку.
- Моргунов Олександр Іванович (нар. 12.12.1992) — житель села Сопич, військовослужбовець, який загинув 5 жовтня 2023 року на Донецькому напрямку.
- Ребенок Андрій Вікторович (нар. 17.04.1995) — житель селища Есмань, військовослужбовець, який загинув 13 серпня 2024 року[25].
- Сатаніна Анна Миколаївна (нар. 17.12.2002) — жителька села Кучерівка, яка загинула 23 січня 2023 року внаслідок обстрілів населеного пункту[26].
- Сатанін Микола Іванович (нар. 20.07.1996) — житель села Кучерівка, який загинув 23 січня 2023 року внаслідок обстрілів населеного пункту.
- Смик Олександр Вікторович (нар. 20.02.2000) — житель села Уланове, військовослужбовець, який загинув 21 листопада 2023 року під селом Площанка Кремінського району Луганської області.

## Персоналії
У селі народився український історик, громадський та політичний діяч, член ТУП, міністр освіти Української держави Микола Василенко.
Есмань кілька разів відвідував Тарас Шевченко, про що він згадував у своїй повісті «Капитанша».